# Anne Stafford
Pour les articles homonymes, voir Stafford.
Anne Stafford (v. 1483 – 1544) est une comtesse anglaise. Sa liaison adultérine avec le roi Henri VIII a fait scandale en 1510.

## Famille
Anne Stafford est née vers 1483 à Ashby-de-la-Zouch, dans le Leicestershire. Elle est la plus jeune fille du duc de Buckingham Henry Stafford et de sa femme Catherine Woodville. Elle est la sœur cadette d'Édouard (futur 3e duc de Buckingham), Élisabeth (en) et Henri (futur comte de Wiltshire).
Le père d'Anne est exécuté l'année de sa naissance pour trahison sur ordre du roi Richard III. Sa mère Catherine, sœur cadette d'Élisabeth Woodville, la reine consort d'Édouard IV, s'occupe d'elle jusqu'à sa mort en 1497.

## Mariages et enfants
Anne épouse en premières noces en 1503 Walter Herbert, fils du comte de Pembroke William Herbert. Ils n'ont pas d'enfants, et Walter Herbert meurt le 16 septembre 1507.
Anne se remarie en décembre 1509 avec George Hastings (1er comte de Huntingdon), qui devient comte de Huntingdon en 1529. Ils ont huit enfants :
- Francis (1514-1569) ;
- William ;
- Catherine ;
- Thomas ;
- Édouard (v. 1521 – 1571) ;
- Henri ;
- Marie, épouse Thomas Berkeley (6e baron Berkeley) ;
- Dorothée, épouse Richard, fils de Walter Devereux (1er vicomte Hereford).

## Notoriété
Anne devient la maîtresse du roi Henri VIII vers 1510. Leur liaison fait scandale lorsqu'elle éclate au grand jour, et le mari d'Anne l'envoie dans un couvent. Elle semble néanmoins continuer à fréquenter le roi jusqu'en 1513. Par la suite, elle devient la maîtresse de William Compton (en), qui avait servi d'intermédiaire entre le roi et elle. Lorsqu'il meurt de la suette, en 1528, il lui laisse de nombreuses terres dans son testament.

## Dans la fiction
Anne Stafford est jouée par Anna Brewster dans deux épisodes de la série télévisée Les Tudors. Elle y est présentée non comme la sœur, mais comme la fille du 3e duc de Buckingham, et elle n'a pas de liaison avec le roi, mais avec une version fictive de son beau-frère Charles Brandon. Elle meurt de la suette.
Anne est aussi un personnage du roman The Contestant Princess de Philippa Gregory.